# جيريمي هورست
جيريمي هورست (بالإنجليزية: Jeremy Horst)‏ هو لاعب كرة قاعدة أمريكي، ولد في 1 أكتوبر 1985 في شايان في الولايات المتحدة.

## وصلات خارجية
- جيريمي هورست على موقع دوري كرة القاعدة الرئيسي (الإنجليزية)
- جيريمي هورست على موقعبيزبول رفرنس.كوم (الدوري الرئيسي) (الإنجليزية)
- جيريمي هورست على موقعبيزبول رفرنس.كوم (الدوري الثانوي) (الإنجليزية)
- جيريمي هورست على موقع إي إس بي إن.كوم (أم.أل.بي) (الإنجليزية)
- جيريمي هورست على موقع مشجعي الرسوم البيانية (الإنجليزية)